# Campeonato Goiano de Futebol de 1974
O Campeonato Goiano de Futebol de 1974 foi a 31º edição da divisão principal do futebol goiano. Foi realizado e organizado pela Federação Goiana de Desportos e disputado por 9 clubes entre os dias 4 de agosto e 28 de novembro. O campeão foi o Goiânia que conquistou seu 14º título na história da competição. O Goiás foi o vice-campeão.

## Regulamento
Na primeira fase, os times jogam entre si em turno único. O primeiro colocado torna-se o campeão do 1º turno do Campeonato Goiano de 1974 e o último colocado está fora do campeonato.
Na segunda fase, os times jogam entre si em turno único. O primeiro colocado torna-se o campeão do 2º turno do Campeonato Goiano de 1974.
Os vencedores de cada turno disputam entre si dois jogos finais no Olímpico para estabelecerem o campeão goiano. Caso a mesma equipe vença os dois turnos, será declarado campeão automaticamente.

## Participantes
| Equipe       | Cidade       | Em 1973 | Participação | Títulos             |
| ------------ | ------------ | ------- | ------------ | ------------------- |
| Anápolis     | Anápolis     | -       | -            | 1 (1965)            |
| Atlético     | Goiânia      | 4º      | 31ª          | 7 (último em 1970)  |
| Goiânia      | Goiânia      | -       | 31ª          | 13 (último em 1968) |
| Goiás        | Goiânia      | 2º      | 31ª          | 3 (último em 1972)  |
| Goiatuba     | Goiatuba     | 3º      | -            | 0 (não possui)      |
| Independente | Goiás        | -       | -            | 0 (não possui)      |
| Itumbiara    | Itumbiara    | -       | -            | 0 (não possui)      |
| Santa Helena | Santa Helena | -       | -            | 0 (não possui)      |
| Vila Nova    | Goiânia      | 1º      | -            | 5 (último em 1973)  |

## Primeira fase (1º Turno)

### Classificação
| Pos | Equipe              | PG | J | V | E | D | GP | GS | SG  |
| --- | ------------------- | -- | - | - | - | - | -- | -- | --- |
| 1   | Goiânia             | 13 | 8 | 5 | 3 | 0 | 11 | 5  | +6  |
| 2   | Atlético Goianiense | 12 | 8 | 5 | 2 | 1 | 10 | 3  | +7  |
| 3   | Goiás               | 11 | 8 | 4 | 3 | 1 | 11 | 4  | +7  |
| 4   | Vila Nova           | 11 | 8 | 4 | 3 | 1 | 9  | 6  | +3  |
| 5   | Anápolis            | 7  | 8 | 3 | 1 | 4 | 7  | 7  | 0   |
| 6   | Goiatuba            | 6  | 8 | 3 | 0 | 5 | 8  | 10 | –2  |
| 7   | Itumbiara           | 6  | 8 | 2 | 2 | 4 | 6  | 11 | –5  |
| 8   | Independente        | 4  | 8 | 1 | 2 | 5 | 5  | 9  | –4  |
| 9   | Santa Helena        | 2  | 8 | 1 | 0 | 7 | 3  | 15 | –12 |

| 1º Turno de 1974 |
| Goiânia          |
| ---------------- |
| Goiânia Campeão  |

## Segunda fase (2º Turno)

### Classificação
| Pos | Equipe              | PG | J | V | E | D | GP | GS | SG |
| --- | ------------------- | -- | - | - | - | - | -- | -- | -- |
| 1   | Goiás               | 11 | 7 | 5 | 1 | 1 | 6  | 1  | +5 |
| 2   | Independente        | 9  | 7 | 4 | 1 | 2 | 9  | 5  | +4 |
| 3   | Vila Nova           | 7  | 7 | 3 | 1 | 3 | 11 | 10 | +1 |
| 4   | Itumbiara           | 7  | 7 | 2 | 3 | 2 | 7  | 6  | +1 |
| 5   | Goiânia             | 7  | 7 | 2 | 3 | 2 | 8  | 8  | 0  |
| 6   | Atlético Goianiense | 7  | 7 | 1 | 5 | 1 | 6  | 6  | 0  |
| 7   | Goiatuba            | 4  | 7 | 2 | 0 | 5 | 7  | 12 | –5 |
| 8   | Anápolis            | 4  | 7 | 0 | 4 | 3 | 5  | 11 | –6 |
| 9   | Santa Helena        | 0  | 0 | 0 | 0 | 0 | 0  | 0  | 0  |

| 2º Turno de 1974 |
| Goiânia          |
| ---------------- |
| Goiás Campeão    |

## Fase final
| Equipe 1 | Total | Equipe 2 | 1º jogo | 2º jogo |
| -------- | ----- | -------- | ------- | ------- |
| Goiânia  | 2 –1  | Goiás    | 1 – 0   | 1 – 1   |

### Final
Primeiro jogo
| 20 de novembro de 1974 | Goiás | 0 - 1  | Goiânia     | Olímpico, Goiânia                                     |
| 21:00                  |       | Súmula | 18' Marcelo | Renda: Cr$ 33.245,00 Árbitro: RJ Arnaldo Cezar Coelho |

Segundo Jogo
| 24 de novembro de 1974 | Goiânia      | 1 - 1  | Goiás        | Olímpico, Goiânia                                                |
| 17:00                  | Maurício 79' | Súmula | 34' Paghetti | Público: 15,681 Renda: Cr$ 127.320,00 Árbitro: SP Oscar Scolfaro |

| Goiânia | Goiás |

### Decisão do 5º lugar
Jogo único
| 28 de novembro de 1974 | Itumbiara | 0 - 0  | Independente | Olímpico, Goiânia |
|                        |           | Súmula |              |                   |

|                    |       | Penalidades        |  |
| {{{penalidades1}}} | 3 – 2 | {{{penalidades2}}} |  |

## Premiação
| Campeonato Goiano de 1974    |
| Goiânia                      |
| ---------------------------- |
| Goiânia Campeão (14º título) |

## Classificação geral
| Pos | Equipe              | PG | J  | V | E | D  | GP | GS | SG  | Classificação                           |
| --- | ------------------- | -- | -- | - | - | -- | -- | -- | --- | --------------------------------------- |
| 1   | Goiânia             | 23 | 17 | 8 | 7 | 2  | 21 | 14 | +7  | Classificado para a Copa Brasil de 1975 |
| 2   | Goiás               | 23 | 17 | 9 | 5 | 3  | 18 | 7  | +11 | Classificado para a Copa Brasil de 1975 |
| 3   | Atlético Goianiense | 19 | 15 | 6 | 7 | 2  | 16 | 9  | +7  |                                         |
| 4   | Vila Nova           | 18 | 15 | 7 | 4 | 4  | 20 | 16 | +4  |                                         |
| 5   | Itumbiara           | 14 | 16 | 4 | 6 | 6  | 13 | 17 | -4  |                                         |
| 6   | Independente        | 14 | 16 | 5 | 4 | 7  | 14 | 14 | 0   |                                         |
| 7   | Anápolis            | 11 | 15 | 3 | 5 | 7  | 12 | 18 | -6  |                                         |
| 8   | Goiatuba            | 10 | 15 | 5 | 0 | 10 | 15 | 22 | -7  |                                         |
| 9   | Santa Helena        | 2  | 8  | 1 | 0 | 7  | 3  | 15 | –12 |                                         |